# Uhlíře
Uhlíře je malá vesnice, část města Lázně Bělohrad v okrese Jičín. Nachází se asi 4,5 km na sever od Lázní Bělohrad. Prochází zde silnice II/284. V roce 2009 zde bylo evidováno 43 adres. V roce 2001 zde trvale žilo 15 obyvatel. Uhlíře a okolí jsou zmiňovány v knize Druhý dech spisovatele Václava Duška, vydané v roce 1975.
Uhlíře je také název katastrálního území o rozloze 1,67 km2.

## Pamětihodnosti
- Přírodní památka Údolí Javorky

## Rodáci
- Jaroslav Stuchlík (1890–1967) – český psychiatr, psychoanalytik, psycholog a sociolog

## Další fotografie

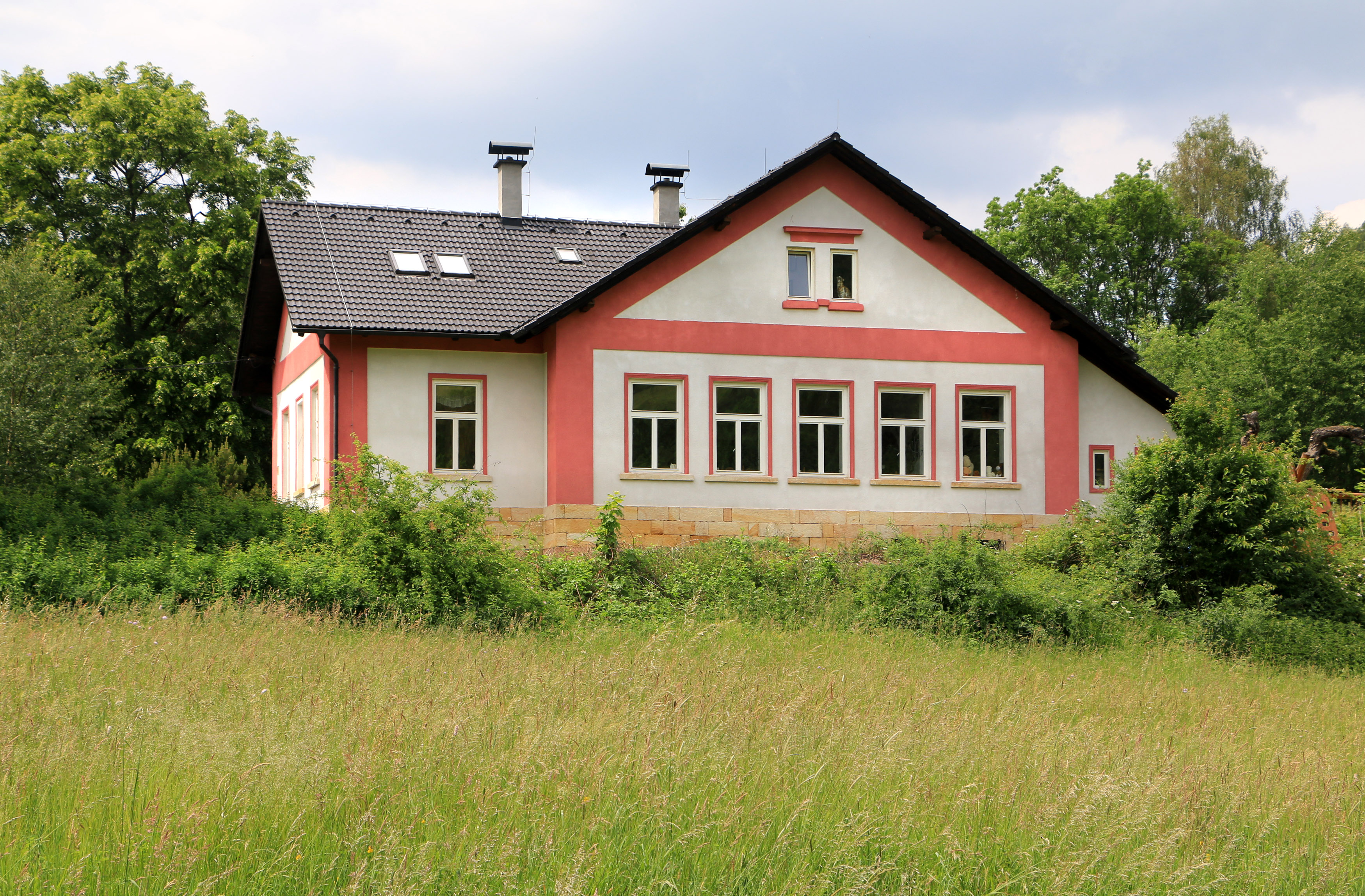
Dům čp. 45
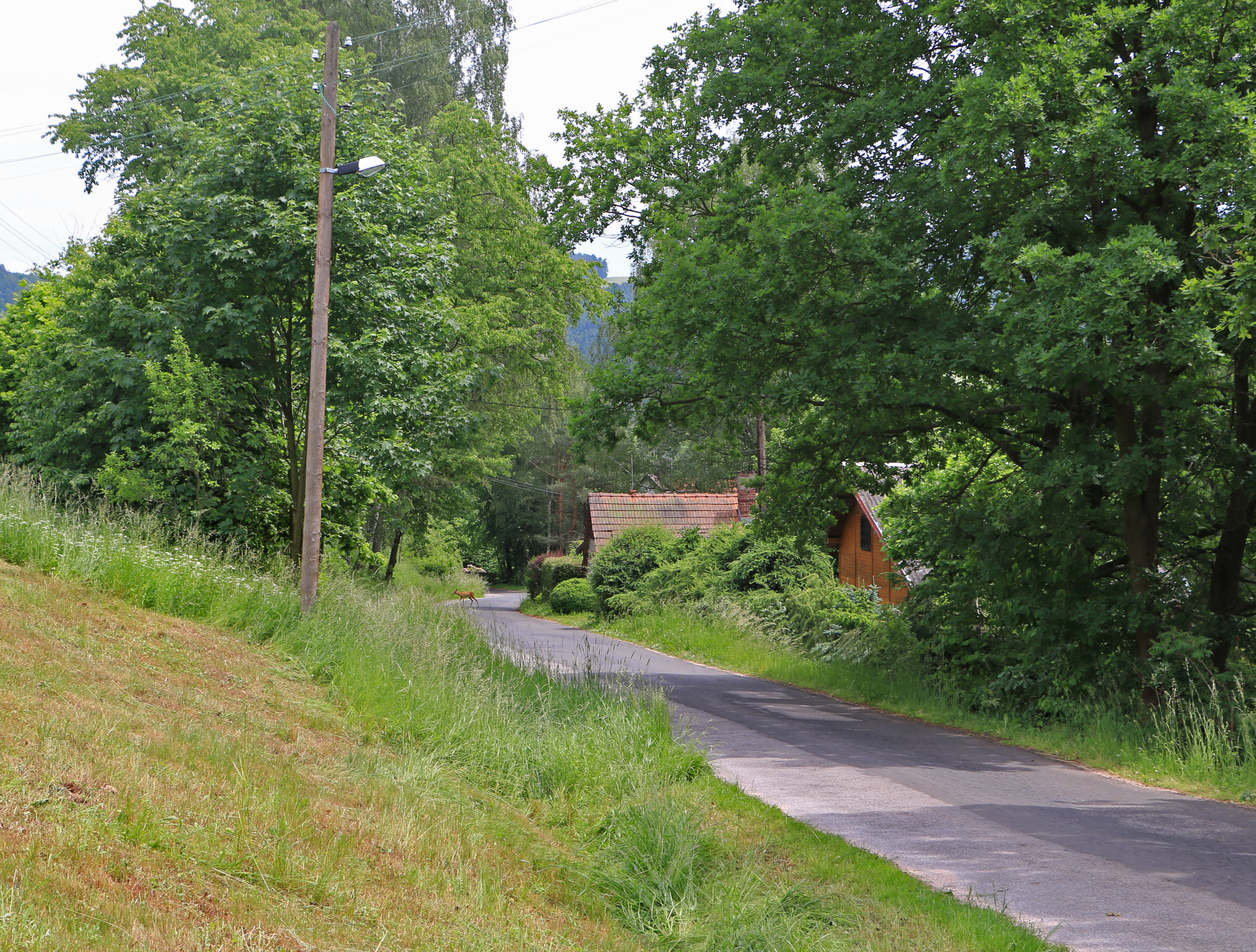
Místní silnice
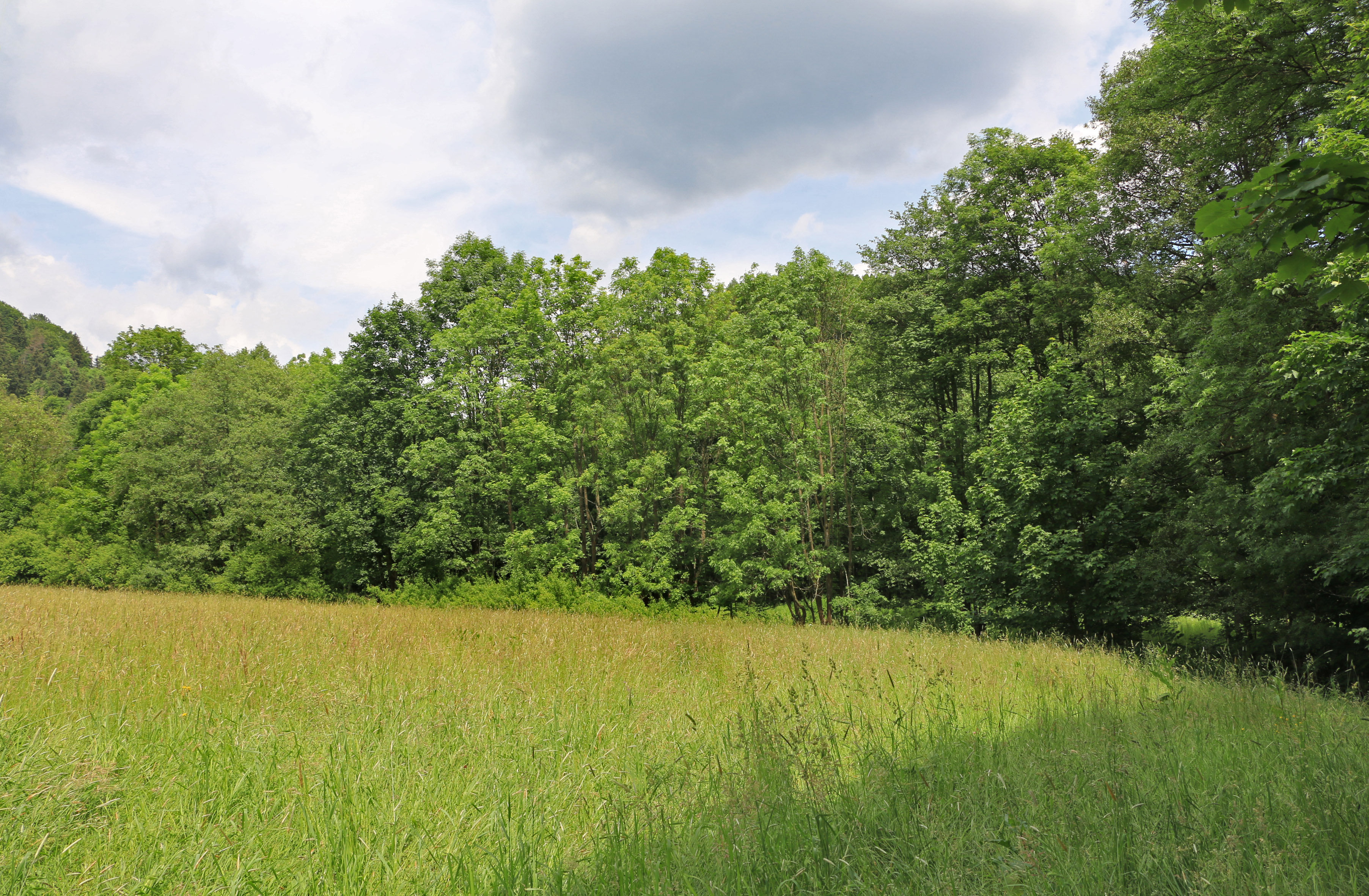
Přírodní památka Údolí Javorky